# Montaña de Arinaga
Montaña de Arinaga är en kulle i Spanien.   Den ligger i provinsen Provincia de Las Palmas och regionen Kanarieöarna, i den sydvästra delen av landet, 1 800 km sydväst om huvudstaden Madrid. Toppen på Montaña de Arinaga är 179 meter över havet, eller 119 meter över den omgivande terrängen. Bredden vid basen är 2,3 km. Montaña de Arinaga ligger på ögruppen Kanarieöarna.
Terrängen runt Montaña de Arinaga är platt åt sydväst, men åt nordväst är den kuperad. Havet är nära Montaña de Arinaga åt sydost. Närmaste större samhälle är Telde, 13,9 km norr om Montaña de Arinaga. 